# ZLIN AERO

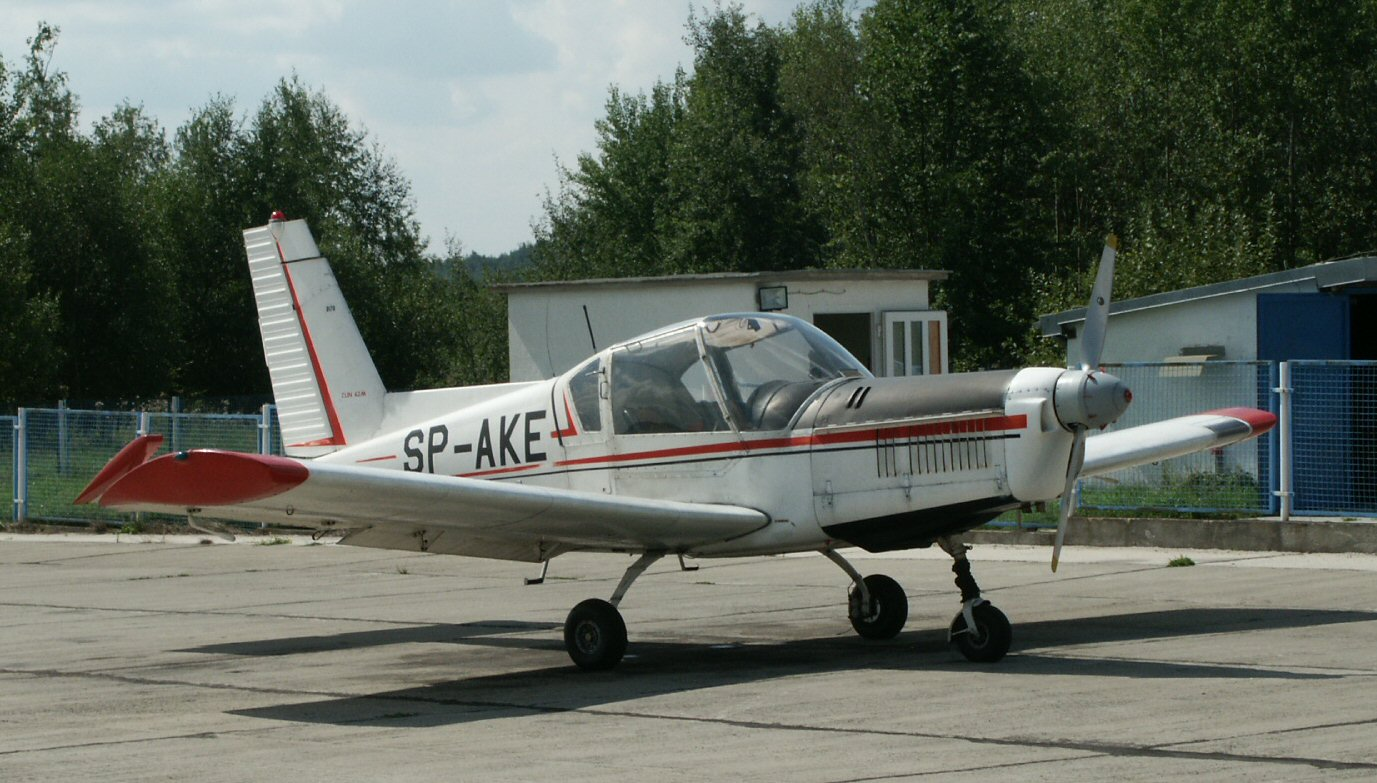
Zlín Z-42M

ZLIN AERO a.s. (dříve ZLIN AIRCRAFT a.s.) je český letecký výrobce se sídlem v Otrokovicích. Společnost byla založena v roce 1934.

## Historie

### Zlínská letecká společnost, a. s.
V roce 1934 byla založena v Otrokovicích Zlínská letecká společnost, a. s. Jejím hlavním akcionářem se stala zlínská firma Baťa. Podnik začal výrobou nejdříve bezmotorových, posléze motorových kluzáků a letadel. Záhy se výroba rozšířila na sportovní, zemědělské a cvičné letouny. Ty nesly značku Zlín, z nichž nejznámějším byl stroj Z-XII.

### Zlínské letecké závody
Během německé okupace byla tato firma známá jako Zlínské letecké závody a byl zde vyráběn německý cvičný letoun Klemm Kl 35, označovaný po válce jako C-1, a dolnoplošník Bücker Bü 181, který byl produkován i po 2. světové válce pod čs. označením Z-181 (vojenské ozn. C-6, C-106).

### Zlínavion
Po osvobození přešel podnik do státní správy a byl znárodněn. Od roku 1946 spadal pod Automobilové závody, později dostal název Zlínavion. V lednu roku 1948 se stala továrna součástí pražského podniku Let, n. p., později Letu Kunovice.

### Moravan, n. p.
Od 1. ledna 1953 se poprvé objevuje název Moravan, národní podnik. V tomto období zde bylo postupně postaveno mnoho typů letounů řady Z-26, Z-37, Z-42, Z-43, Z-50 a další. Velkých úspěchů dosáhly letouny řady TRENER, které v 60. a 70. letech určovaly vývoj letecké akrobacie v Evropě i ve světě, přičemž úspěchy v této disciplíně pokračovaly i nadále. Firma dále vyráběla cvičná i speciální turbovrtulová zemědělská letadla.

### Moravan a.s.
V roce 1990 došlo k přeměně národního podniku na akciovou společnost, která se však v roce 2002 dostala do finančních problémů, a firma byla tehdejšími vlastníky přejmenována na Moravan-Aeroplanes a.s. Firma dále pokračovala ve výrobě typů Z-242L a Z-143L a začala se připravovat její varianta Z 143LSi se vstřikovým motorem. Ani toto však firmu neuchránilo před dalšími finančními problémy a tak v roce 2005 byl na tuto kdysi slavnou firmu vyhlášen konkurs. Ve vyhlášeném výběrovém řízení firmu 20. prosince 2006 koupila společnost CzechAircraft, s. r. o., která patří irskému majiteli (QucomHaps Holding Ltd. zast. Billy Harkinem). Firma byla poté přejmenována novými vlastníky na Moravan Aviation s.r.o.

### Moravan Aviation s.r.o.
Společnost začala pokračovat ve výrobě letounů Zlin, zejména typů Z-143L a Z-242L a již zcertifikované variantě Z 143LSi. Dalším nosným programem byly kooperace pro ostatní letecké firmy v ČR (zejména Aero Vodochody a Letecké závody Kunovice). Bohužel působení irského majitele v Moravan Aviation nemělo dlouhého trvání a díky špatným hospodářským výsledkům byla kdysi tak slavná firma poslána v roce 2009 nejprve do insolvenčního řízení a 22.1.2010 krajským soudem v Brně po druhé do konkurzu.

### ZLIN AIRCRAFT a.s.
Dne 1. 7. 2009 vznikla společnost ZLIN AIRCRAFT a.s., která se po odkoupení veškerého know-how od Moravan Aviation (tč. v insolvenčním řízení) snaží oživit zašlou slávu tehdejšího leteckého výrobce. Jejím nosným programem je výroba letounů Z-143L, Z-242L a Z 143LSi, dále se věnuje opravám letounů značky ZLIN a kooperacím pro externí společnosti.
V současnosti firma zaměstnává 130–160 lidí a vykazuje roční tržby kolem 100 milionů korun. Má zakázky např. v Mexiku, Spojených státech, některých zemích Evropy a buduje si kontakty v latinské Americe. V roce 2013 dodala 5 letounů za 50 milionů korun mexickému námořnictvu s tím, že dalších 15 si mexické ozbrojené síly objednaly. V roce 2014 se účastnila konkurzu pro tureckou armádu na 52 tréninkových strojů v přepočtu až za 1,5 mld. korun.

## Vyráběné modely
| Model                               | Výroba    | vyrobených kusů |
| Kluzáky                             | Kluzáky   | Kluzáky         |
| ----------------------------------- | --------- | --------------- |
| ZLIN I                              | 1933-1935 | 11              |
| ZLIN II                             | 1933      | 1               |
| ZLIN III                            | 1934      | 1               |
| ZLIN IV                             | 1934-1935 | 6               |
| ZLIN V                              | 1934-1935 | 121             |
| ZLIN VII                            | 1934      | 2               |
| ZLIN VI                             | 1935-1936 | 28              |
| ZLIN X                              | 1936      | 3               |
| ZLIN VIII                           | 1936      | 2               |
| Motorová letadla                    |           |                 |
| Zlín IX                             | 1934      | 1               |
| Zlín XI                             | 1935      | 1               |
| Zlín XII                            | 1935-1939 | 201             |
| Zlín 212                            | 1937-1939 | 51              |
| Zlín XIII                           | 1937      | 1               |
| Zlín XVIII                          | 1939-1940 | 1               |
| Zlín XV                             | 1939      | 2               |
| Licencovaná letadla                 |           |                 |
| Klemm Kl 35                         | 1939-1942 | 323             |
| Bücker Bü 181                       | 1941-1945 | 783             |
| Vrtulníky                           |           |                 |
| HC 2, HC 102                        | 1957-1962 | 36              |
| Z 35, Z 135                         | 1960      | 1               |
| Motorová letadla                    |           |                 |
| Zlín Z-20                           | 1939-1946 | 1               |
| Zlín Z-181                          | 1945-1946 | 71              |
| Zlín Z-281                          | 1946-1949 | 79              |
| Zlín Z-192                          | 1946-1949 | 2               |
| Zlín Z-381                          | 1947-1953 | 315             |
| Zlín Z-22                           | 1949-1950 | 31              |
| PLK 5                               | 1950      | 1               |
| Kluzáky                             |           |                 |
| Zlín Z-13, Zlín Z-113               | 1946-1949 | 211             |
| Zlín Z-24                           | 1946-1949 | 301             |
| Zlín Z-25                           | 1947-1949 | 101             |
| Zlín Z-30, Zlín Z-130               | 1948-1952 | 41              |
| Zlín Z-124                          | 1949-1950 | 4               |
| Zlín Z-125                          | 1950-1952 | 151             |
| Zlín Z-225                          | 1952      | 1               |
| Zlín Z-425                          | 1954      | 1               |
| Motory                              |           |                 |
| Persy I                             | 1935-1937 | 31              |
| Persy II                            | 1936-1939 | 270             |
| Persy III                           | 1939      | 3               |
| Toma 4                              | 1946-1949 | 106             |
| Toma 6                              | 1949      | 2               |
| Navijáky                            |           |                 |
| Herkules H1                         | 1948      | 6               |
| Herkules H2                         | 1949-1952 | 153             |
| Herkules H3                         | 1957-1961 | 522             |
| Treneři                             |           |                 |
| Zlín Z-26                           | 1947-1951 | 164             |
| Zlín Z-126                          | 1954-1956 | 167             |
| Zlín Z-226 A, B, T, AS              | 1956-1961 | 364             |
| Zlín Z-326 A, TM                    | 1959-1968 | 436             |
| Zlín Z-526 F, L, A, AS, AF, AFS, FI | 1966-1974 | 325             |
| Zlín Z-726 U, K                     | 1973-1974 | 32              |
| Zemědělská letadla                  |           |                 |
| Zlín Z-37                           | 1962-1985 | 739             |
| Zlín Z-37 T                         | 1985-1994 | 51              |
| Speciální akrobatická letadla       |           |                 |
| Zlín Z-50 L, LS, LX, LE, M          | 1975-1994 | 83              |
| Série 40                            |           |                 |
| Zlín Z-43, Z 143 S, L               | 1974-1981 | 87              |
| Zlín Z-42 M, MU, L                  | 1974-1980 | 193             |
| Zlín Z-142 L, C, CAF                | od 1979   | 364             |
| Zlín Z-242 L, LA                    | od 1992   | 125             |
| Zlín Z-143 L                        | od 1993   | 54              |
| Zlín Z-143 LSi                      | od 2004   | 2               |
| Zlín Z-400                          | od 2002   | 1               |
| Celkem                              |           | 7167            |